# TT-33
La TT-30 és una pistola semiautomàtica soviètica. Va ser desenvolupada des dels anys 1930 per Fiódor Tókarev com una pistola de servei per a l'Exèrcit de la Unió Soviètica per reemplaçar el revòlver Nagant M1895 que va estar en servei a l'exèrcit rus des de l'època de la Rússia Imperial, malgrat que va acabar sent utilitzada junt amb el Nagant M1895 en comptes de reemplaçar-lo. Va estar en servei fins a 1952, quan va ser reemplaçada per la Pistola Makarov. El nom prové del rus «7,62-мм самозарядный пистолет Токарева образца 1930 года», (en transcripció: 7,62 mm, Samozaryadny Pistolet Tokareva obraztsa 1930 goda, «Pistola de càrrega automàtica de 7,62 mm Tokarev model 1930»), TT és l'abréviació de Tula Tókarev.

## Desenvolupament

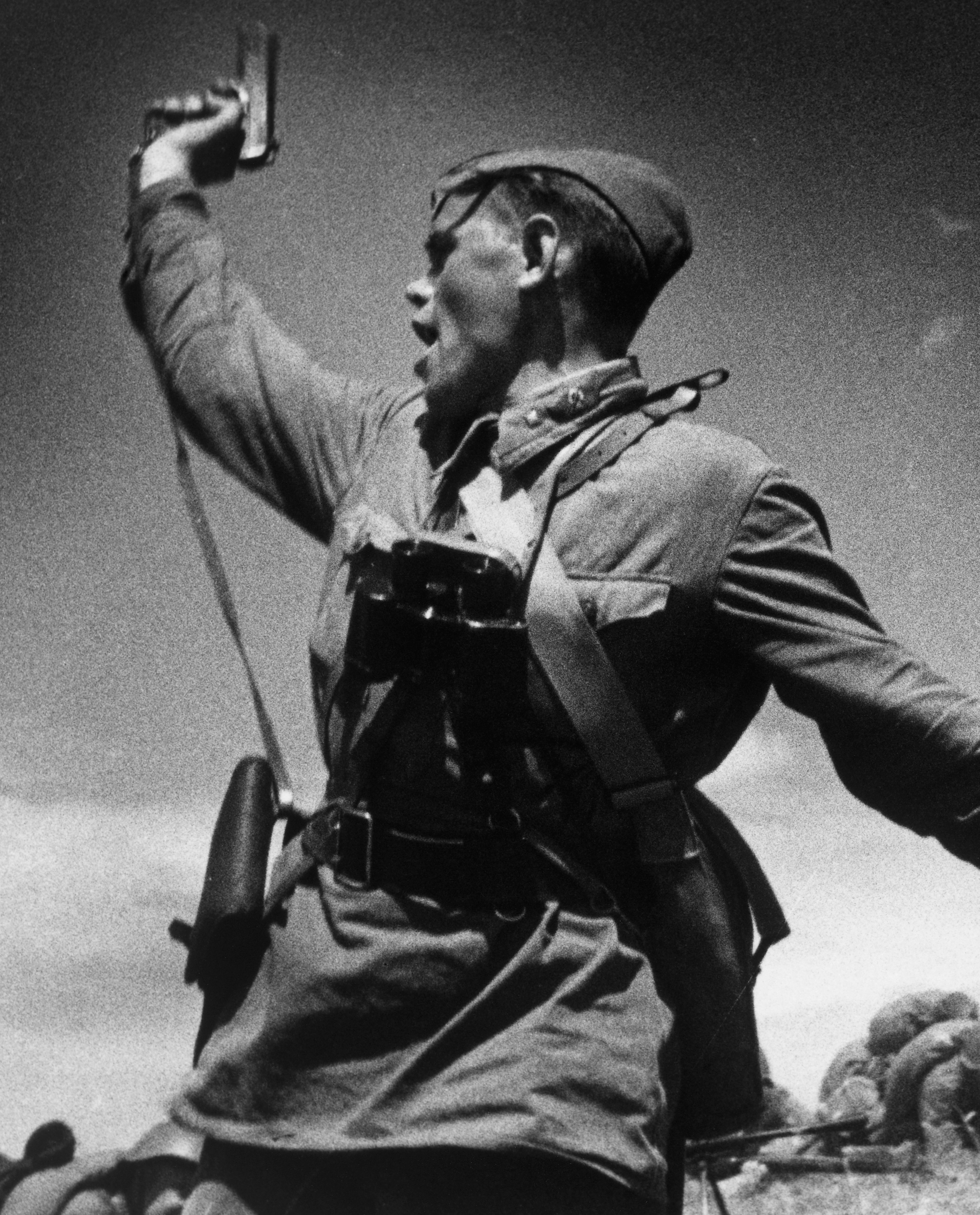
Un oficial politic soviètic armat amb una Tókarev TT-33 animant a les tropes a atacar les posicions alemanyes durant la Segona Guerra Mundial. Es creu que aquest soldat era el oficial polític Alexey Gordeevich Yeremenko, el qual es creu que va morir pocs minuts després que es fes la fotografia.

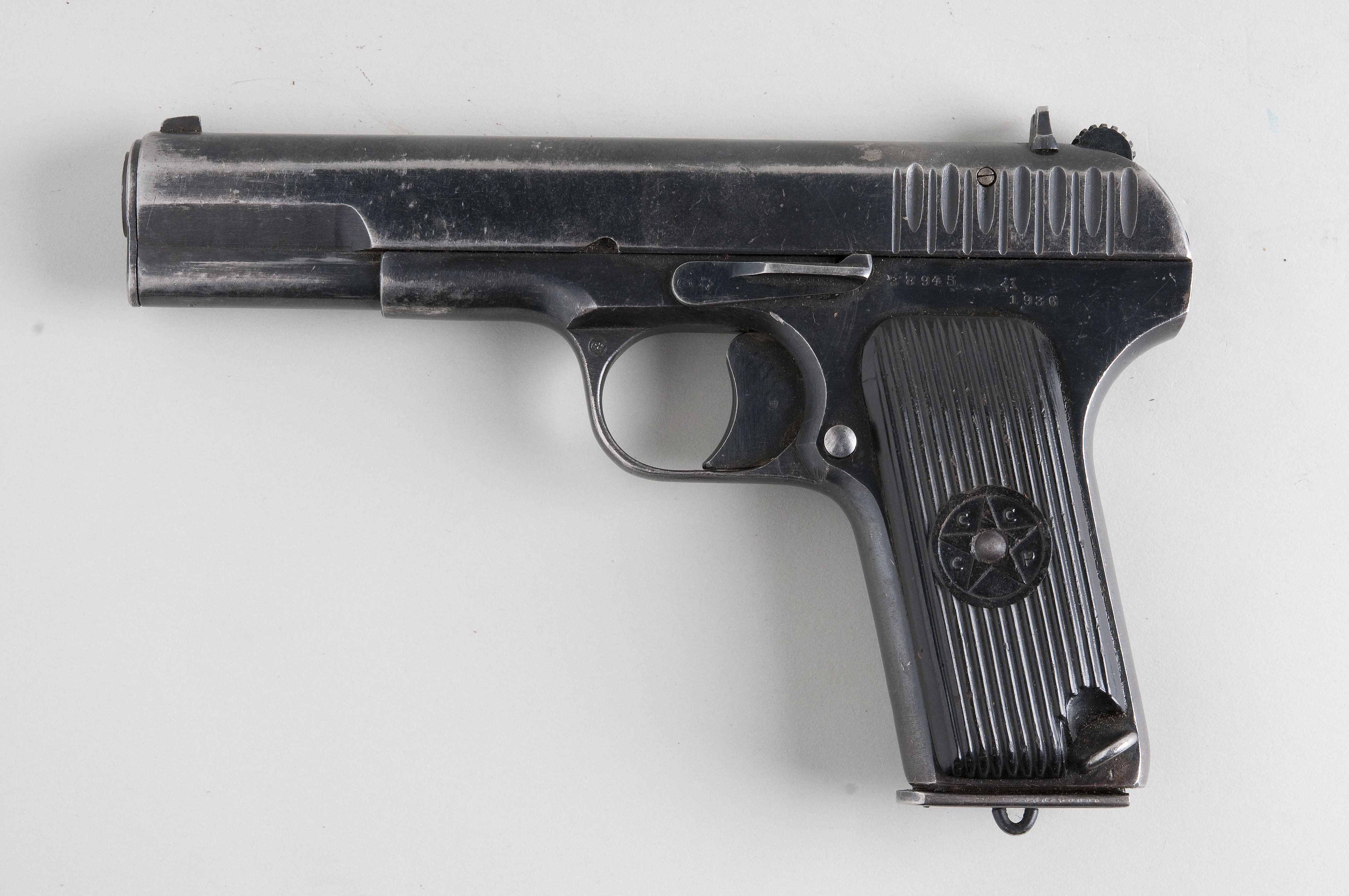
Tókarev TT-33

El 1930, el Soviet Militar Revolucionari va aprovar una resolució per a provar noves armes curtes per a reemplaçar l'antic revòlver Nagant M1895. Durant les proves, el 7 de gener de 1931, per això, la possibilitat que la Tókarev fos escollida va augmentar. Passades unes setmanes, se'n van produir unes 1.000 unitats per fer proves al camp, abans de ser adoptades per l'exèrcit roig. Es van produir 93.000 TT-30 entre 1930 i 1936, amb algunes modificacions.
Es van rebre algunes petites modificacions en el canó, el desconector, gallet i cos van ser implementats, i un dels seus canvis més van ser l'omissió del martell i canvis en la circumferència del sistema de tancament. El model redissenyat es va anomenar TT-33.La majoria de les TT-33 van ser entregades a oficials. La TT-33 va ser utilitzada per les tropes soviètiques durant la Segona Guerra Mundial, però no va reemplaçar completament el Nagant.

## Detalls del disseny
Externament, la TT-33 és molt similar a la pistola operada per Blowback de John Browning, la FN Model 1903, que utilitza un sistema un sistema de retrocés curt dissenyat per Browning, el mateix utilitzat en la M1911. En altres zones, la TT-33 és completament diferent al disseny de Browning, ja que utilitza un disseny de martell extern, molt similar al de la M1911, més que a la FN Model 1903. La TT-33 disposava d'un sistema especial de càrrega mecanitzada, el que feia que fos molt més difícil que una bala o carregador en mal estat provoqués un error en el tret d'aquesta. Els enginyers soviètics van fer diverses variacions a aquest sistema per a fer-lo més fàcil i barat de produir, a la vegada que era més fàcil de mantindre l'arma. La TT-33 utilitza la munició de 7,62×25mm Tókarev, que està basada en la munició similar de 7,63×25mm Mauser, el calibre que utilitzaven algunes pistoles Mauser C96. El 7,62×25mm és una poderosa munició, disposa d'una gran precisió, i és capaç de penetrar grans capes de roba, i algunes capde de blindatge tou o poc groxut. Aquesta és una arma molt robusta i duradera, que va ser utilitzada i produïda a la Unió Soviètica des de la Segona Guerra Mundial fins a la dècada de 1950. Avui en dia, la TT-33 ha rebut variants capaces d'utilitzar les municions més potents, com el.38 Super i la 9×23mm Winchester. La TT-33 va ometre el sistema de seguretat, però l'arma no es podia utilitzar llevat que el martell fos aixecat, i no operava si aquest era tornat a baixar. S'han fet diverses variants son venudes amb un manual de seguretat, i algunes, fins i tot, han implementat alguns sistemes de seguretat un pel rudimentaris, per a poder ser exportades als Estats Units, entre d'altres, on algunes lleis prohibeixen l'ús d'armes sense segurs.

## Variants
La Wehrmacht va capturar un gran nombre de TT-33 i van ser entregades a algunes unitats sota la designació de Pistole 615(r). Això va ser possible perquè la munició de 7,62mm Model 1930 Tipus P eren gairebé idèntiques a les bales alemanyes de 7,63 x 25 mm Mauser. Per això, la munició alemanya va ser utilitzada en les armes soviètiques, però no viceversa. Per culpa de l'alta pressió en les bales russes, no havien de ser utilitzades amb les pistoles Mauser alemanyes. Fer això podia ser molt perillós per als seus operadors.
Interarms va vendre algunes pistoles soviètiques produïdes a Europa i Amèrica similars a les de la Segona Guerra Mundial anomenades Fènix. Aquestes disposaven d'unes noves empunyadures de fusta amb un estampat d'INTERARMA en el canó. Les pistoles posteriors van ser prohibides per a la venta per culpa de la falta de seguretat.

## Producció estrangera
La TT-33 finalment va ser reemplaçada per la pistola Makarov de 9x18 Makarov de 8 bales el 1952. La producció de la TT-33 va acabar a Rússia al 1954, però se'n van fer diverses copies (sí o no autoritzades) a altres països. Abans que s'enfonsés el Pacte de Varsòvia van adoptar i produir algunes variants de la TT-33.

### Xina

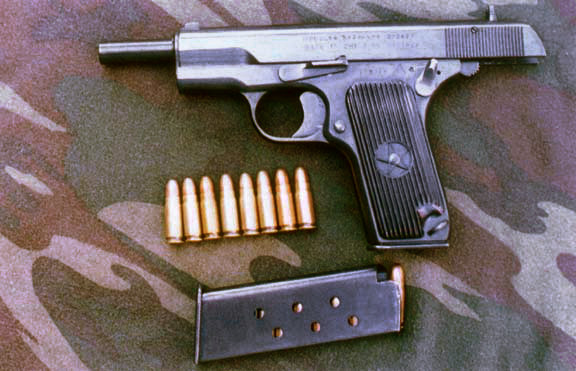
Una Tipus 54 amb un manual de seguretat

La pistola TT va ser copiada a la Xina com a Tipus 51, Tipus 54, M20 i TU-90. Norinco, la fabrica encarregada de la producció d'armament per a l'Exèrcit Popular d'Alliberament, produïda com a la variant comercial de la Tókarev calibrada en el calibre més comú de 9x19mm Parabellum, conegut com a Tókarev Model 213, i també per a la munició original de 7,65x25mm Tókarev.
La variant de 9 mm compta amb un sistema de seguretat, del qual la TT-33 russa no disposava. A més, el Model 213 disposava d'una empunyadura més fina, al contrari que les empunyadures soviètica més groses. El model de 9mm disposava d'un carregador de tipus de bloc, a pesar de que podia acceptar carregadors de 9mm normals, però amb algunes modificacions al cos.
El model de Norinco no es pot importar als Estats Units per culpa, a pesar de que algunes de les antigues versions del Model 213 importades el 1980 i 1990 són comuns. La munició de 7,62×25mm es bastant barata i produïda o importada de la Xina, també produïda per Norinco.

### Hongria

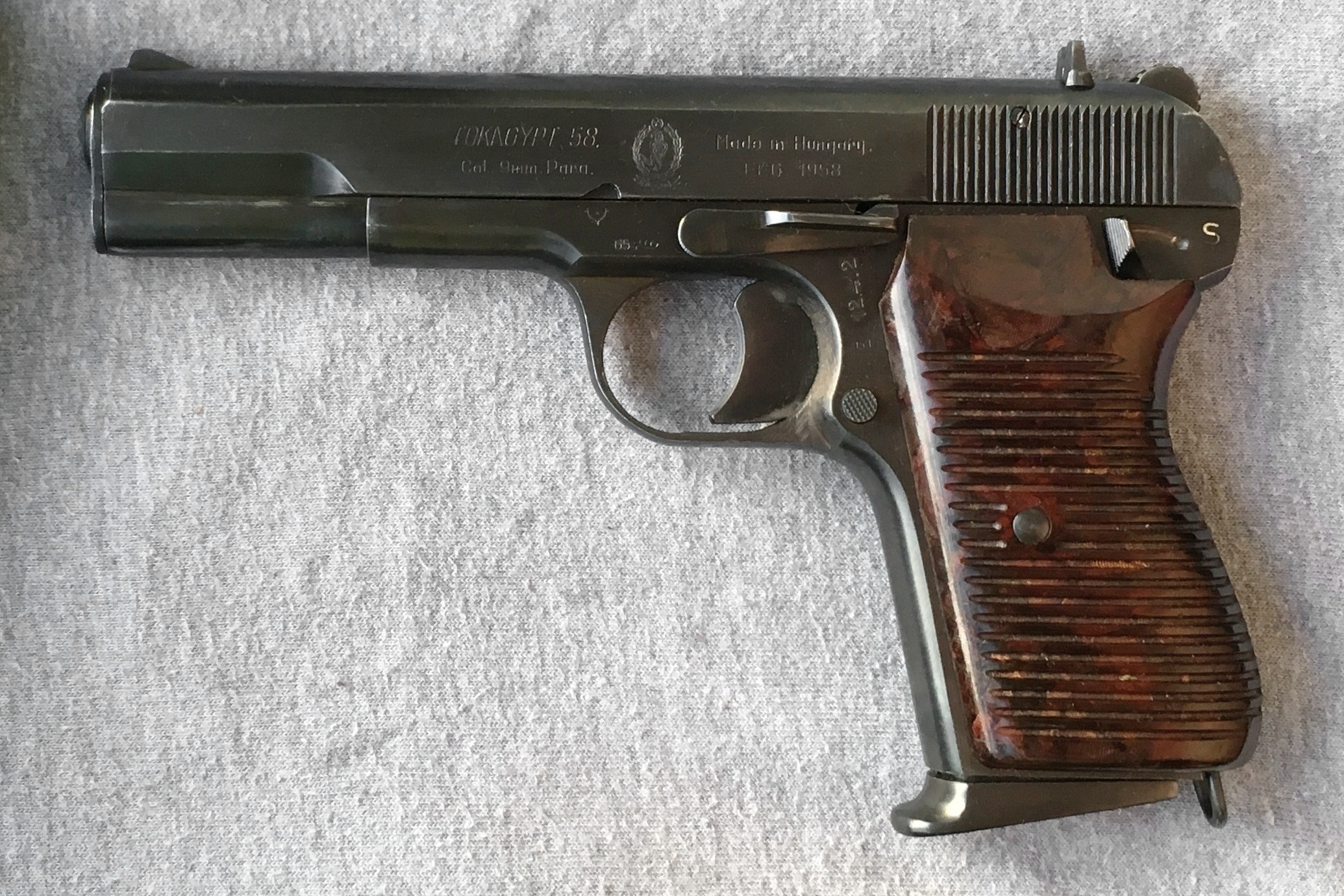
La 'Tokaypt-58' hongaresa era una variant de 9 mm de la TT soviètica

Hongria va canviar el canó de la TT per a disparar munició de 9 x 19 mm Parabellum, i va rebre la nomenclatura de M48. Es va crear una variant comercial per a exportar-la a Egipte, anomenada Tokagypt 58, que va ser molt utilitzada per les forces de policia egípcies. La Tokagypts era diferent de la Tókarev original per un sistema de seguretat exterior i la posició del martell. Amb el canó i els carregadors de les TT originals, es podia fer un canvi de calibre fàcilment (després de fer algunes proves de tir i operació amb països afiliats al la CIP).
Egipte, malgrat tot, va cancel·lar la comanda de la majoria de les Tokagypt i altres pistoles de tipus PP fabricades a Hongria; i aquestes van ser enviades a l'Oest, com per exemple la República Federal Alemanya, on van ser importades per Hege.

### Corea del Nord
Corea del Nord va produir algunes copies de les TT-33 anomenades Tipus 68 or M68.

### Pakistan

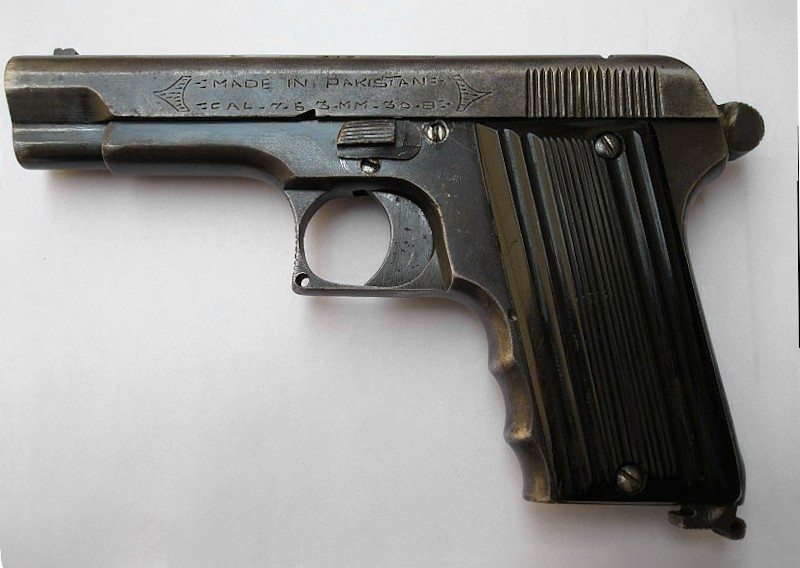
Una còpia pakistanesa de la pistola TT-33.

Tant legal com il·legalment, la TT-33 es produeix en diverses fàbriques pakistaneses del Pas de Khyber.

### Polònia
Polònia va produir les seves propies còpies anomenades PW wz.33, produïdes entre 1947 i 1959.

### Romania
Romania va produir la seva pròpia còpia de la TT-33, anomenada TTC o Cugir Tókarev fins a ben entrada la dècada de 1950. Aquestes van ser produïdes en grans quantitats i avui en dia es venen en grans nombres. A pesar de tot això, és bastant dificil i gairebé impossible als EUA, per culpa del sistema precari de seguretat.

### Vietnam
La K54 en va desenvolupar una còpia des de 2001. Una versió millorada coneguda com a K14-VN es produïda a una fabrica anomenada Factory Z111, i disposava d'una capacitat incrementada del carregador de tretze bales, ja que disposava alhora d'una empunyadura més gran, ja que podia utilitzar un carregador de doble fila.

### Iugoslàvia (Sèrbia)

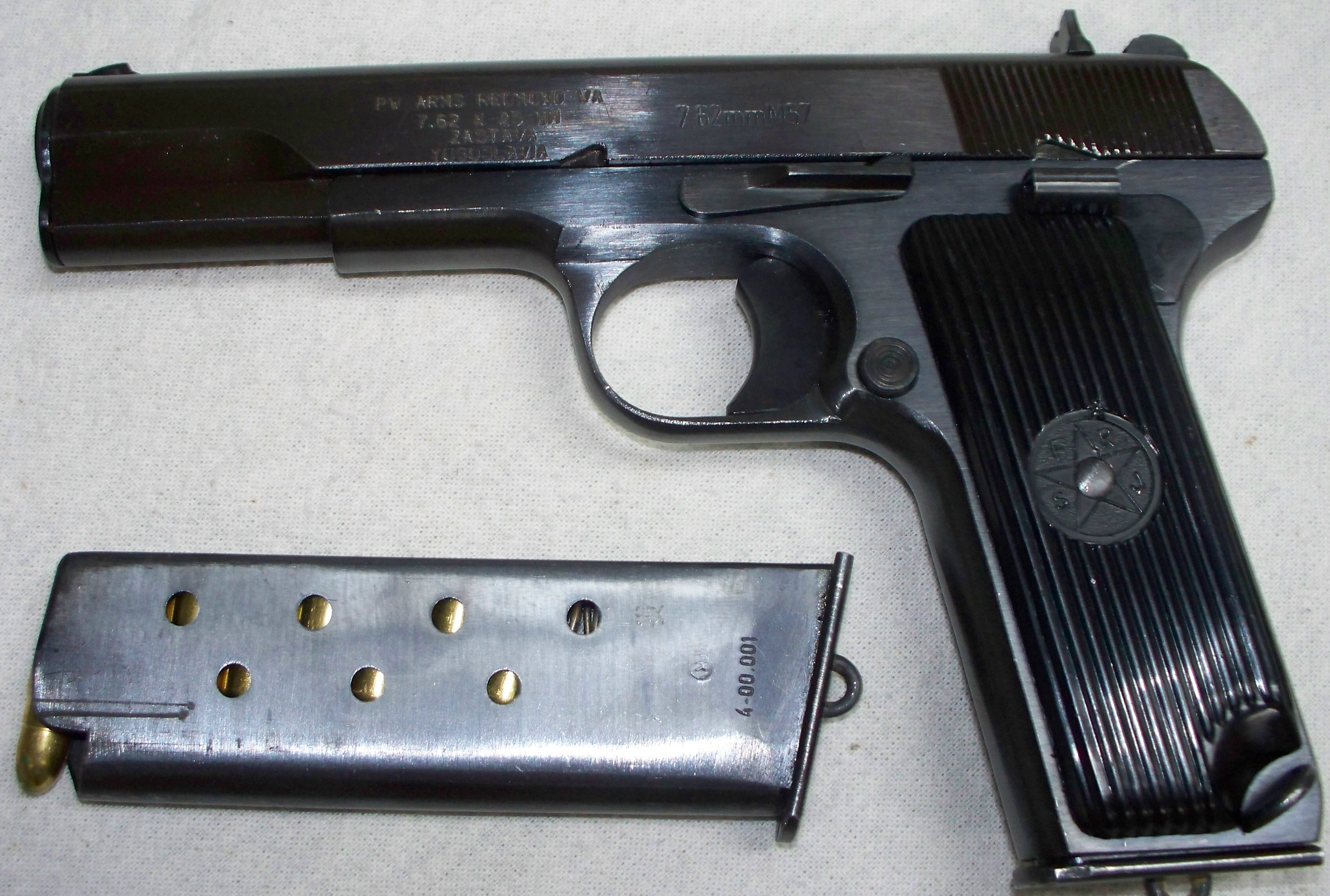
La M57 iugoslava és una variant amb capacitat de 9 bales per carregador.

Zastava produeix una versió millorada de la TT-33 anomenada M57 que tenia una empunyadura més llarga amb capacitat per un carregador de nou bales (comparades amb les vuit bales habituals de la TT). Una versió de 9 x 19 mm Parabellum també és produïda per Zastava i anomenada M70A, igual que una versió compacta de la M88.
Zastava produeix una versió sub compacta anomenada M70 (a.k.a.Pčelica ("Petita Abella")) basada en la TT-33 dissenyada per al calibre 7,65mm Browning (.32 ACP) o 9mm Kratak (.380 ACP).

## Ús
La TT-33 encara està en servei a l'exèrcit de Bangladesh i Corea del Nord i a la policia del Pakistan com a arma no oficial, ja que teòricament la TT va ser reemplaçada per les pistoles de 9 mm Beretta i la SIG Sauer. A la Xina, la TT-33 és subministrada ocasionalment a la Policia del poble armada i la Exèrcit Popular d'Alliberament, sota el nom de Tipus 54. La Tókarev és una pistola bastant popular amb els col·leccionistes i tiradors de l'Oest, per la seva duresa i fiabilitat.
Nogensmenys algunes de les seves pitjors característiques són les empunyadures (que son usualment canviades per les empunyadures Tokagypt 58) i algunes altres empunyadures que són totalment verticals, el que les fa molt incomodes per els tiradors occidentals. Una altra queixa són els sistemes pèssims de seguretat, fets per complir amb les lleis americanes d'importació, i per això, moltes pistoles han sigut desmuntades i deixat amb la configuració estàndard de la Tókarev original.
A pesar de tot això, la Tókarev, igualment com les variants de 9 mm, són molt conegudes per la seva simplicitat, potència i precisió.

## Usuaris

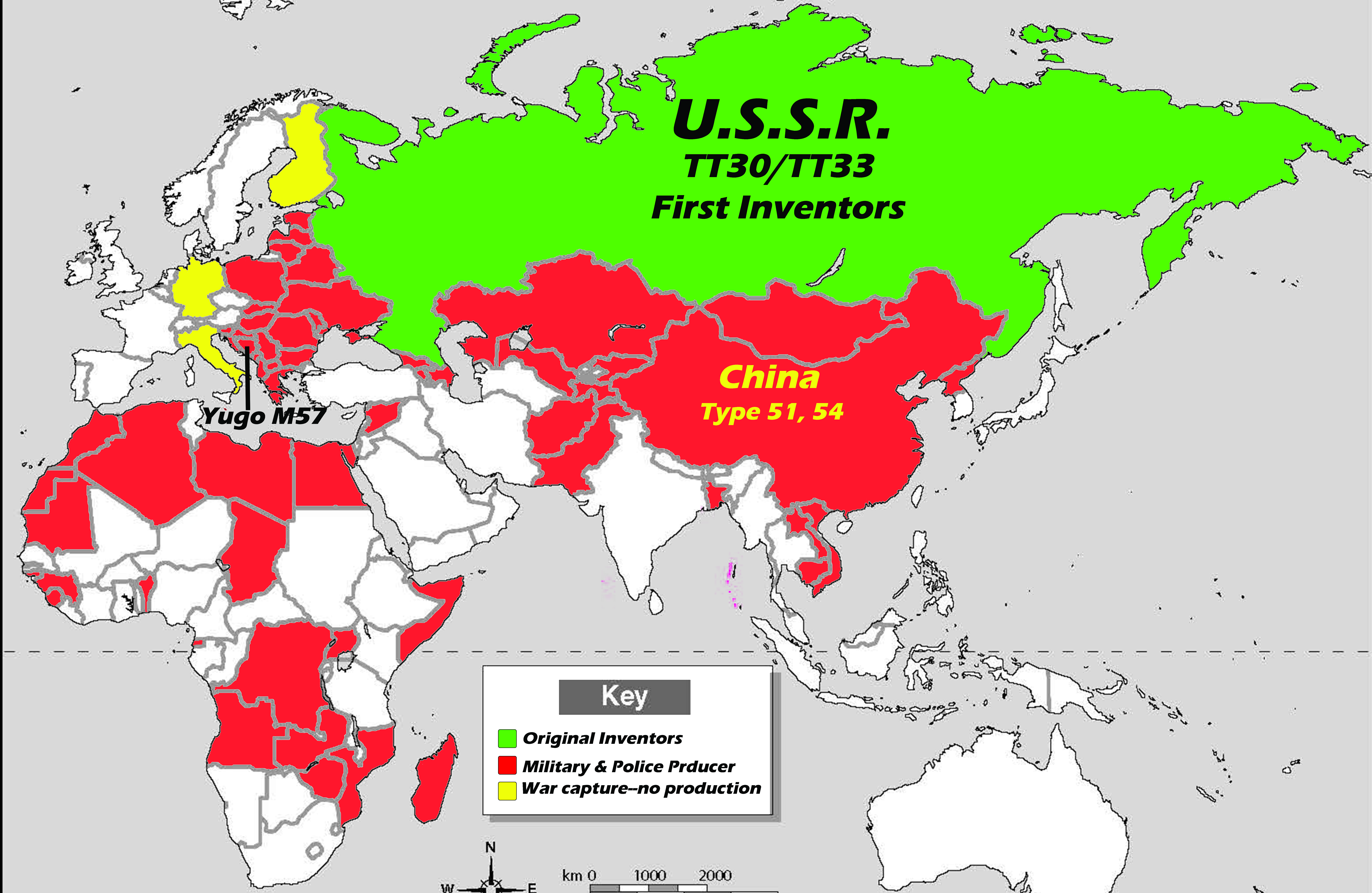
Us històric de la TT-33 en el món

- Afganistan[13]
- Albània:[13] Policia albanesa i RENEA.
- Algèria[13]
- Angola[13]
- Armènia[13]
- Azerbaidjan[13]
- Bangladesh: utilitzava la Pistola Tipus 54 xinesa.[14]
- Belarús[13]
- Benín[13]
- Bòsnia i Hercegovina[13]
- Bulgària[13]
- Cambodja[13]
- Txad[13]
- República Popular de la Xina: utilitzat per la Guàrdia Roja (Xina) durant la Revolució Cultural per els oficials de Exèrcit Popular d'Alliberament. Es va produir en grans quantitats sota el nom de la pistola Tipus 54.[15]
- República del Congo[13]
- Croàcia[13]
- República Democràtica Alemanya:[13] Utilitzada en petits números per la Volkspolizei (Policia del Poble) a principis de la dècada de 1950, però va ser reemplaçada per la PM Makarov a final de la dècada de 1950.
- Egipte: Produida des de la dècada de 1950.[16]
- Guinea Equatorial[13]
- Finlàndia: Les pistoles capturades TT-33 van ser utilitzades per els soldats de l'exèrcit finlandés i partisans durant la Guerra d'hivern (1939-1940) i la Guerra de continuació (1940.1944). Va ser anomenada com a Pistola Estrella (tähti-pistooli)[17] per la gran estrella de l'Exèrcit Roig situada en la empunyadura de la pistola. A pesar de que es van comprar en grans quantitats d'aquestes pistoles, no es van arribar a produir municions o carregadors, ja que utilitzaven una munició no oficial.[17]
- Geòrgia[13]
- Guinea[13]
- Guinea-Bissau[13]
- Hongria: Produides localment.[18]
- Iraq[13]
- Kirguizstan[13]
- Laos[13]
- Líbia[13]
- Lituània: Forces Armades Lituanes.[13][19]
- Madagascar[13]
- Malta[13]
- Mauritània[13]
- Moldàvia[13]
- Mongòlia[13]
- Montenegro[13]
- Marroc[20]
- Moçambic[13]
- Alemanya Nazi[5] Utilitzaven les pistoles capturades.
- Corea del Nord: Produïda localment com a Tipus 68.[18][21]
- Polònia: Produida localment en la fabrica d'armes FB „Radom”.[18] Utilitzat per les forces militars i la policia. Va ser reemplaçada per la pistola P-64 en la dècada de 1960.
- Romania: Produida localment en la fàbrica d'armes de Cugir sota la designació TTC.[13][18]
- Rússia[13]
- Sèrbia[13]
- Sierra Leone[13]
- Somàlia[13]
- Unió Soviètica[15]
- Sri Lanka[22]
- Síria[13]
- Uganda[13]
- Vietnam: utilitzat per els oficials del Vietcong i l'Exèrcit de Vietnam del Nord durant la Guerra de Vietnam.[13]
- Iugoslàvia: Produida localment com a Zastava M57.[15][18]
- Zàmbia[13]
- Zimbàbue[13][23]